# Kryštof (band)
Kryštof is een Tsjechische poprockband. De band is opgericht in 1994 in Havířov.

## Bandleden

### Huidige bandleden
- Richard Krajčo – Zang en gitaar
- Nikos Petros Kuluris – Saxofoon
- Nikolaj Atanasov Arichtev – Basgitaar
- Evžen Hofmann – Elektrische gitaar
- Nikolas Grigoriadis – Trompet
- Ondřej Kyjonka – Trombone
- Jakub Dominik – Drums

### Voormalige bandleden
- Pavel Studník – Gitaar
- Bisi Arichtev
- Jaroslav Blahut – Drums

## Discografie

### Studioalbums
- 2001 – Magnetické pole
- 2002 – V siločarách
- 2003 – 03
- 2004 – Mikrokosmos
- 2006 – Rubikon
- 2010 – Jeviště
- 2012 – Inzerát

### Livealbums
- 2005 – Ži(v)je
- 2008 – Kryštof v Opeře

### Compilaties
- 2007 – Poločas

### DVD
- 2005 – Ži(v)je